# Філіп Френсіс Томас
Філіп Френсіс Томас (англ. Philip Francis Thomas; 12 вересня 1810, Істон, штат Меріленд, США — 2 жовтня 1890, Балтімор, штат Меріленд, США) — американський юрист і політик, був губернатором штату Меріленд і працював міністром фінансів в офісі Джеймса Бьюкенена.

## Біографія
Філіп Френсіс Томас народився 12 вересня 1810 року в Істоні, штат Меріленд. У 1830 році закінчив Дікінсонський коледж. Dickinson College) в Пенсільванії. Після цього він працював адвокатом у м Істан.
Його політична кар'єра розпочалася в 1836 році. У 1848 році Філіп Френсіс Томас був обраний 28-м губернатором штату Меріленд. Він залишався на цій посаді до 1851 року.
У грудні 1860 року Філіп Френсіс Томас був призначений 23-м секретарем казначейства. Відразу після цього йому довелося випустити облігації для виплати відсотків за державним боргом. Напередодні Громадянської війни банкіри північних штатів неохоче інвестували в облігації, побоюючись, що гроші підуть на південь. Розуміючи, що йому не вдасться отримати позику, у січні 1861 р. Філіп Френсіс Томас подав у відставку.
У наступні роки він продовжував (з перемінним успіхом) свою політико-правову діяльність. Філіп Френсіс Томас помер у Балтиморі 2 жовтня 1890 року